# 褚翔
褚翔（ちょ しょう、505年 - 548年）は、南朝梁の官僚。字は世挙。本貫は河南郡陽翟県。

## 経歴
褚向の子として生まれた。はじめ国子生となり、高い成績をおさめた。父が死去すると喪に服した。喪が明けると、秘書郎に任じられた。太子舎人や宣城王主簿を歴任した。中大通5年（533年）、武帝が群臣と宴したとき、褚翔と王訓に20韻の詩を作るよう命じたところ、褚翔は3刻で完成させた。その日のうちに宣城王文学に任じられ、まもなく宣城王友に転じた。
後に義興郡太守として出向し、民衆の労役を省き、無用の出費を取りやめ、簡素で清廉な統治をおこなった。任期を満了すると、義興郡の官吏や民衆が建康の宮城を訪れて褚翔の留任を請願した。武帝はこれを許可した。ほどなく褚翔は建康に召還されて吏部郎となったが、義興郡を去るときには、多くの民衆が泣いて出境を見送った。
褚翔は吏部においても請託を受け付けず、「平允」と称された。まもなく侍中に転じ、ほどなく散騎常侍に転じ、羽林監を兼ね、東宮に近侍した。後に晋陵郡太守として出向したが、任期が終わらないうちに、公務上の事件のために免官された。まもなく散騎常侍として復帰し、東宮に近侍した。太清2年（548年）、吏部尚書を代行した。この年の冬、侯景が建康を包囲すると、城内で褚翔の母が亡くなり、褚翔は喪に服して哀毀のあまり死去した。享年は44。本官を贈られた。

## 伝記資料
- 『梁書』巻41 列伝第35
- 『南史』巻28 列伝第18